# Grenouilles humaines de Loveland

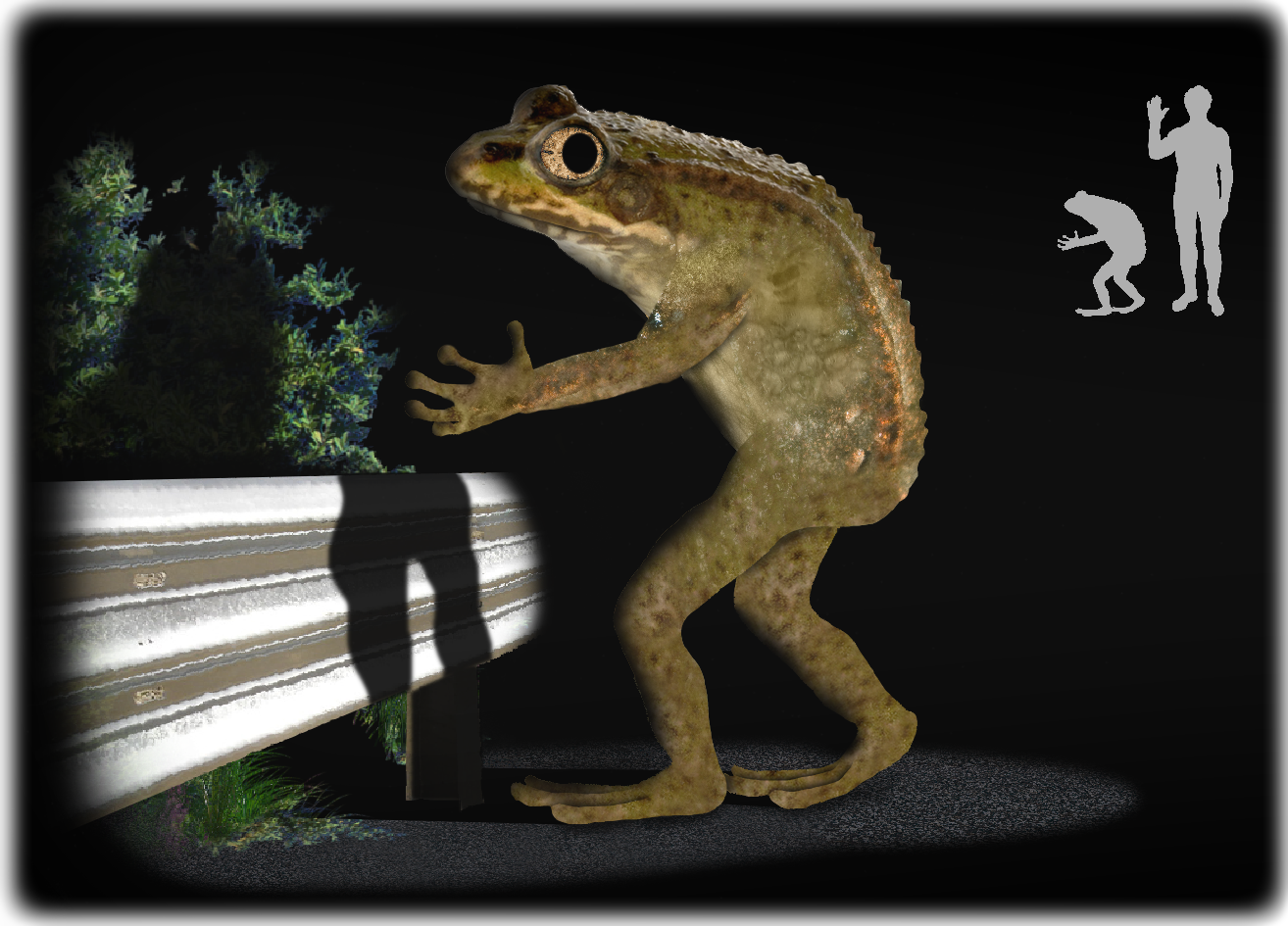
Vue d'artiste d'une Grenouille humaine.

Les grenouilles humaines de Loveland (en anglais Loveland frogs ou Loveland lizards) sont des créatures légendaires dont la présence est signalée à Loveland, dans l'Ohio, à partir de mai 1955. Edgar Slotkin, professeur de folklore à l'université de Cincinnati, compare cette légende au mythe du bûcheron géant Paul Bunyan : elle se transmet depuis plusieurs décennies et les observations semblent se produire selon un cycle prévisible. Elle a donné lieu à une abondante littérature, à des pièces de théâtre et à des œuvres graphiques.

## La légende
À environ 3 h 30 du matin en mai 1955, alors qu'il roule sur une route de Loveland, aux États-Unis, un homme affirme avoir aperçu des créatures ressemblant à des grenouilles humaines, bipèdes et aussi grandes que des hommes, sur le bord de la route,.
Dix-sept ans plus tard, toujours à Loveland, un policier affirme avoir rencontré l´une de ces créatures. Sa description du monstre est similaire à celle du premier témoin. Toutefois, quelques années plus tard, ce policier revient sur ses déclarations, en précisant qu'il s'agissait non pas d'un monstre de 90 à 150 cm, mais d'une sorte de gros lézard d'environ 90 cm, vraisemblablement un animal de compagnie, qui n'avait rien d'agressif et s'était probablement échappé de la demeure de son maître.
La même année, un fermier affirme avoir vu quatre grenouilles humaines aux « grands yeux circulaires », venant du fleuve Ohio.

## Les grenouilles humaines de Loveland dans la culture
- L'illustrateur Fernando Reza s'est inspiré des grenouilles humaines pour réaliser une affiche[8].
- En mai 2014, la légende a donné lieu à une comédie musicale, Hot Damn! It's the Loveland Frog![9].